# Ardorfer Kirche

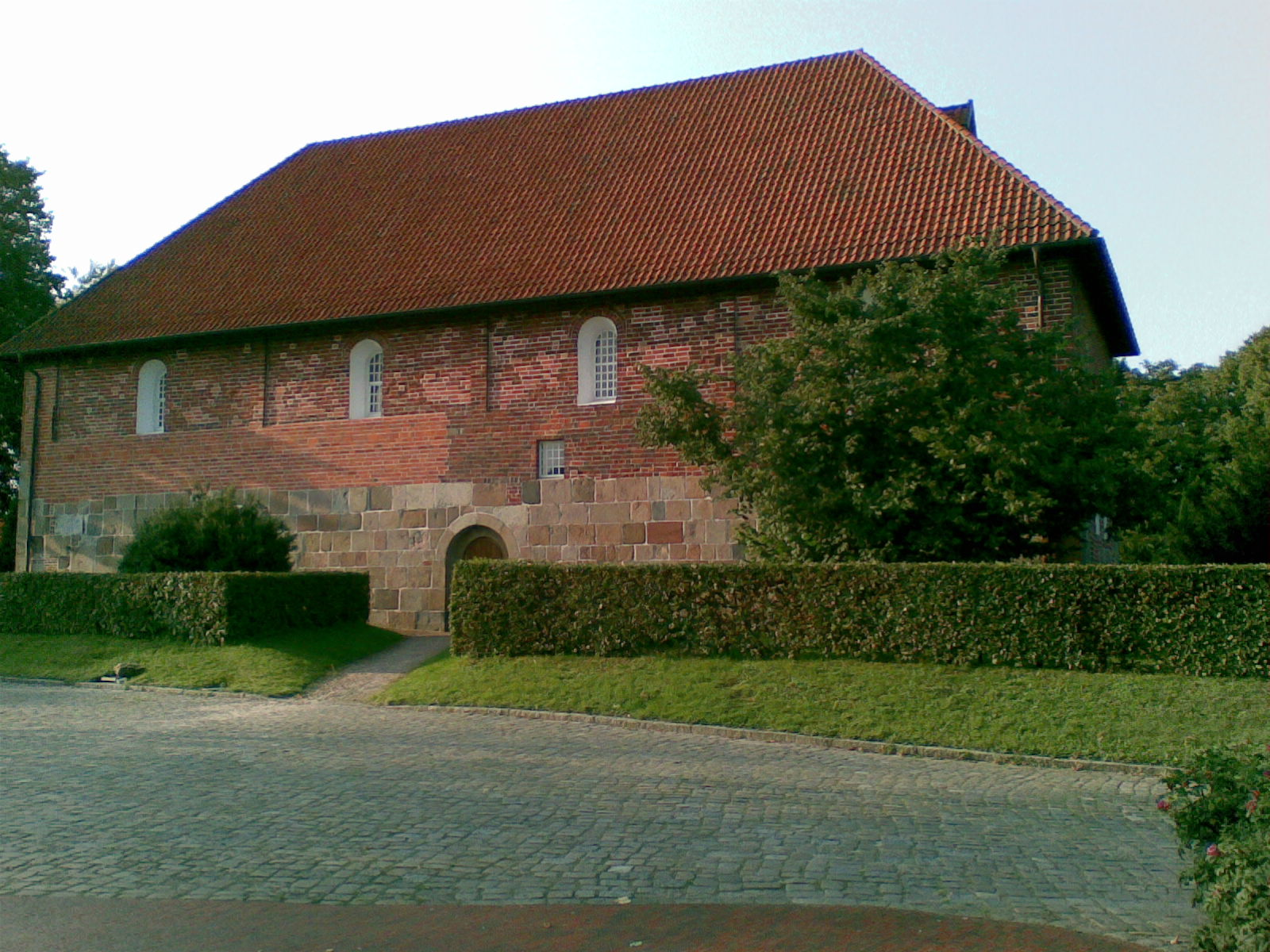
Ardorfer Kirche

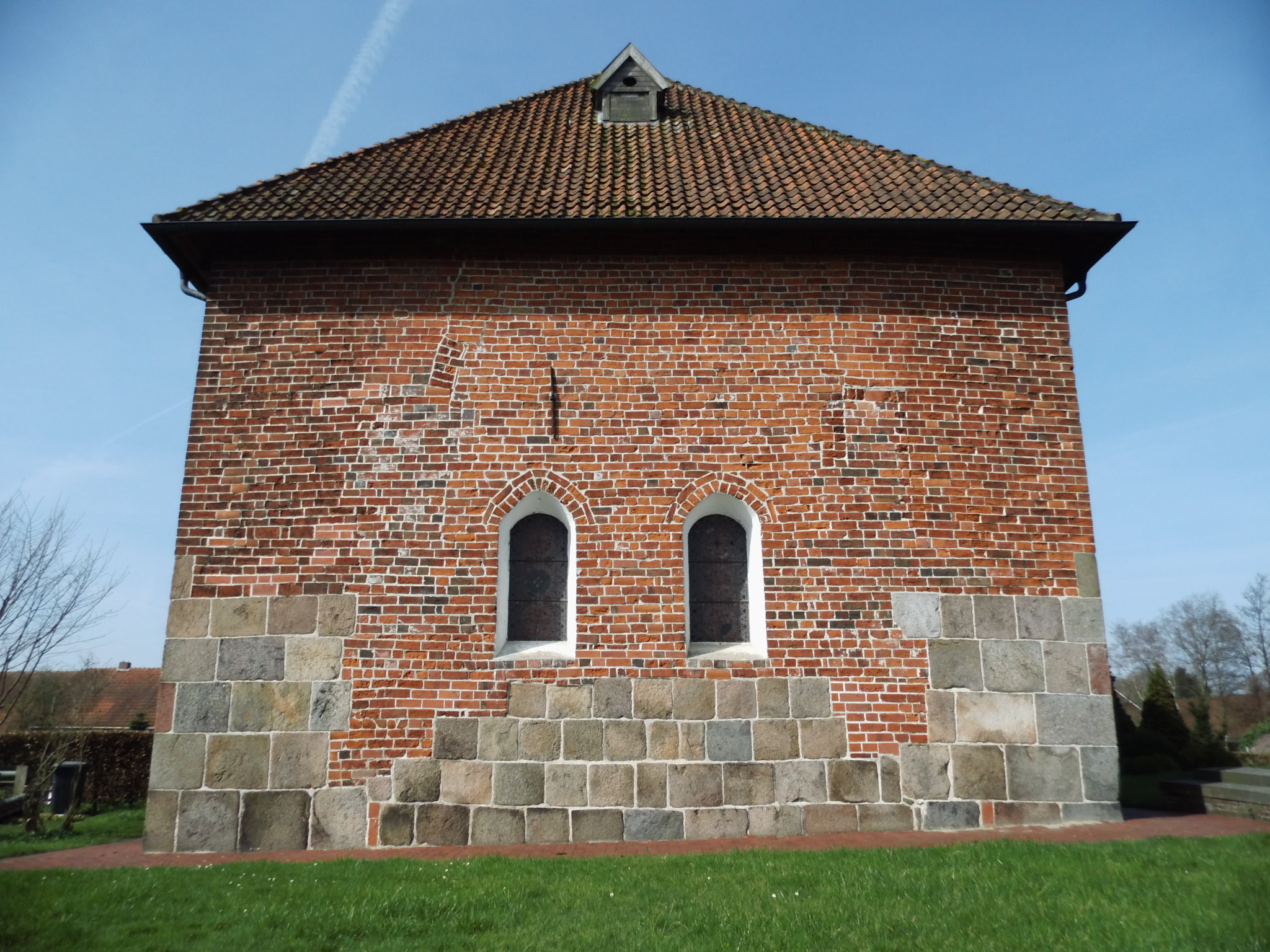
Ostseite: Sichtbare Spuren der ehemaligen Apsis

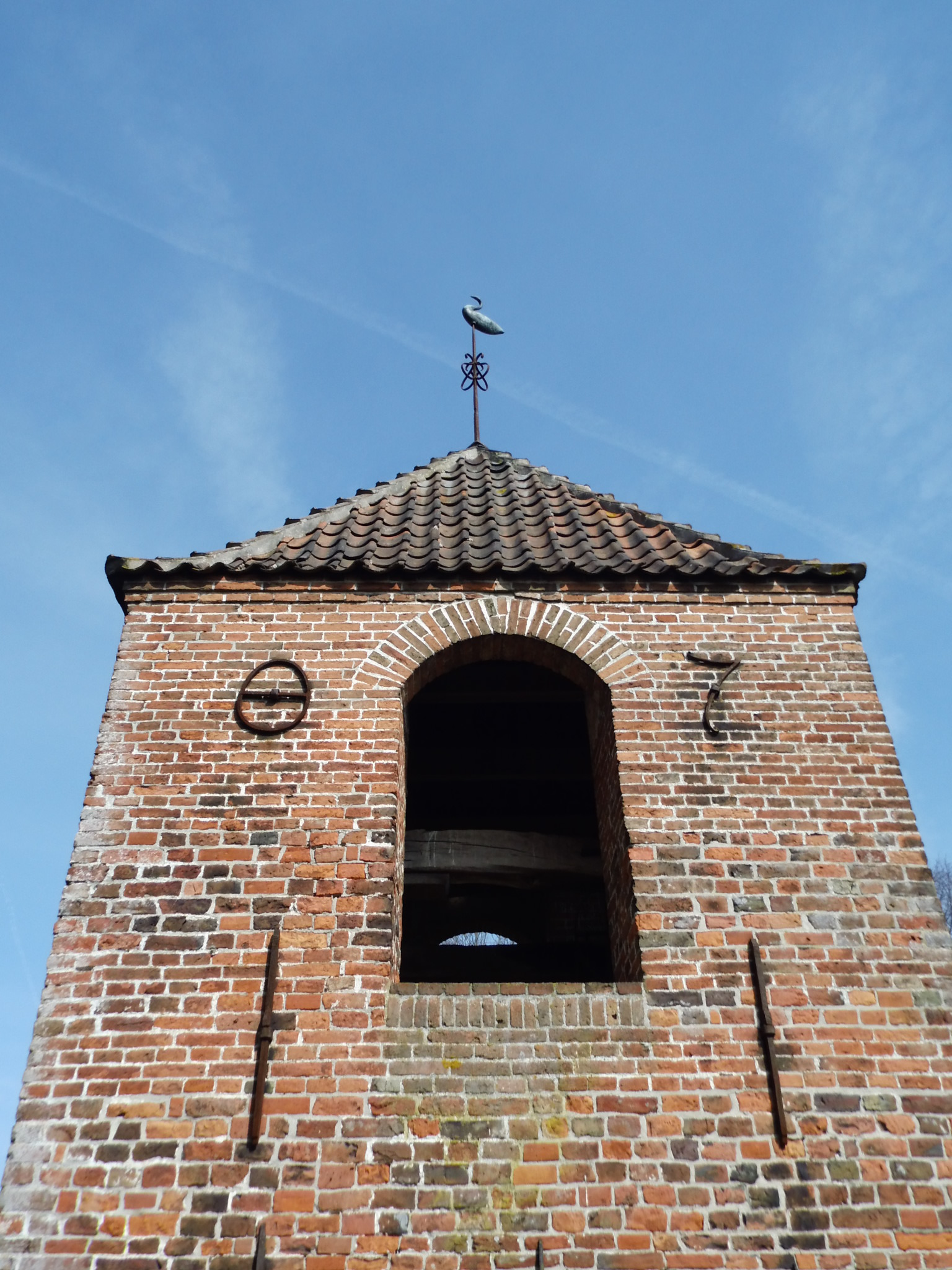
Freistehender Glockenturm der Ardorfer Kirche

Die Ardorfer Kirche ist das Kirchengebäude der evangelisch-lutherischen Gemeinde in Ardorf, Stadt Wittmund.

## Geschichte
Ursprünglich gehörte die Ardorfer Kirche in den Jurisdiktionsbereich des ehemaligen Erzbistums Bremen. Die Patronatsrechte lagen bei der Johanniterkommende Burmönken. Die Reformation wurde im Harlingerland um 1538/39 eingeführt. Die Dorfbewohner hinderten den Ardorfer Pastor Mamme Folkert jedoch daran, auch die Kirchenreliquien zu verbrennen.

## Baubeschreibung
Bei der Ardorfer Kirche handelt es sich um einen im 13. Jahrhundert entstandenen Mischbau. Die unterste Schicht des Bauwerks besteht aus Granitmauerwerk, das im oberen Teil durch Backstein vollendet wird. Das Gotteshaus wird durch ein Walmdach abgeschlossen.
Die ursprüngliche Apsis war ungewöhnlich stark eingezogen, wurde aber ebenso wie der Giebel im Jahr 1844 abgetragen. Die Nord- und Südportale sind zugemauert; erst in jüngster Zeit ist das Gotteshaus wieder durch das Südportal zugänglich. Im 16. Jahrhundert erhielt die Kirche ihren jetzigen Westeingang.
Die Mauerzone zwischen Granitmauerwerk und Dachstuhl wird aus Backsteinen gebildet. Besonders die im Mauerwerk eingearbeiteten Lisenen sind markant sichtbar. Auch die Sichelbögen über den kleinen Rundbogen-Fenstern sind Ausdruck ästhetischer Baukunst jener Zeit. Der freistehende Glockenturm mit einem Zeltdach wurde 1807 errichtet. Der Guss der gemeindeeigenen Glocke erfolgte bereits im Jahr 1633.

## Ausstattung
Ältester Einrichtungsgegenstand ist der 1987 restaurierte Taufstein aus dem 13. Jahrhundert, der aus Backstein gemauert ist und alte Malereien aufweist. Die Sakramentsnische wird von rotem Naturstein gerahmt. Die schmuckvolle Kanzel mit sechseckigem Schalldeckel aus dem Jahr 1600 stammt aus der Norder Ludgerikirche. Das Lesepult datiert von 1650.
Vom Esenser Orgelbauer Arnold Rohlfs wurde 1847 die Orgel gefertigt und im Jahr 2003 von Martin ter Haseborg restauriert. Das Instrument verfügt über zehn Register auf einem Manual und ein angehängtes Pedal. Eine weitere Besonderheit im Innenraum ist das im Januar 1998 angeschaffte Altarbild mit acht Bildertafeln des Künstlers Hermann Buß aus Norden.

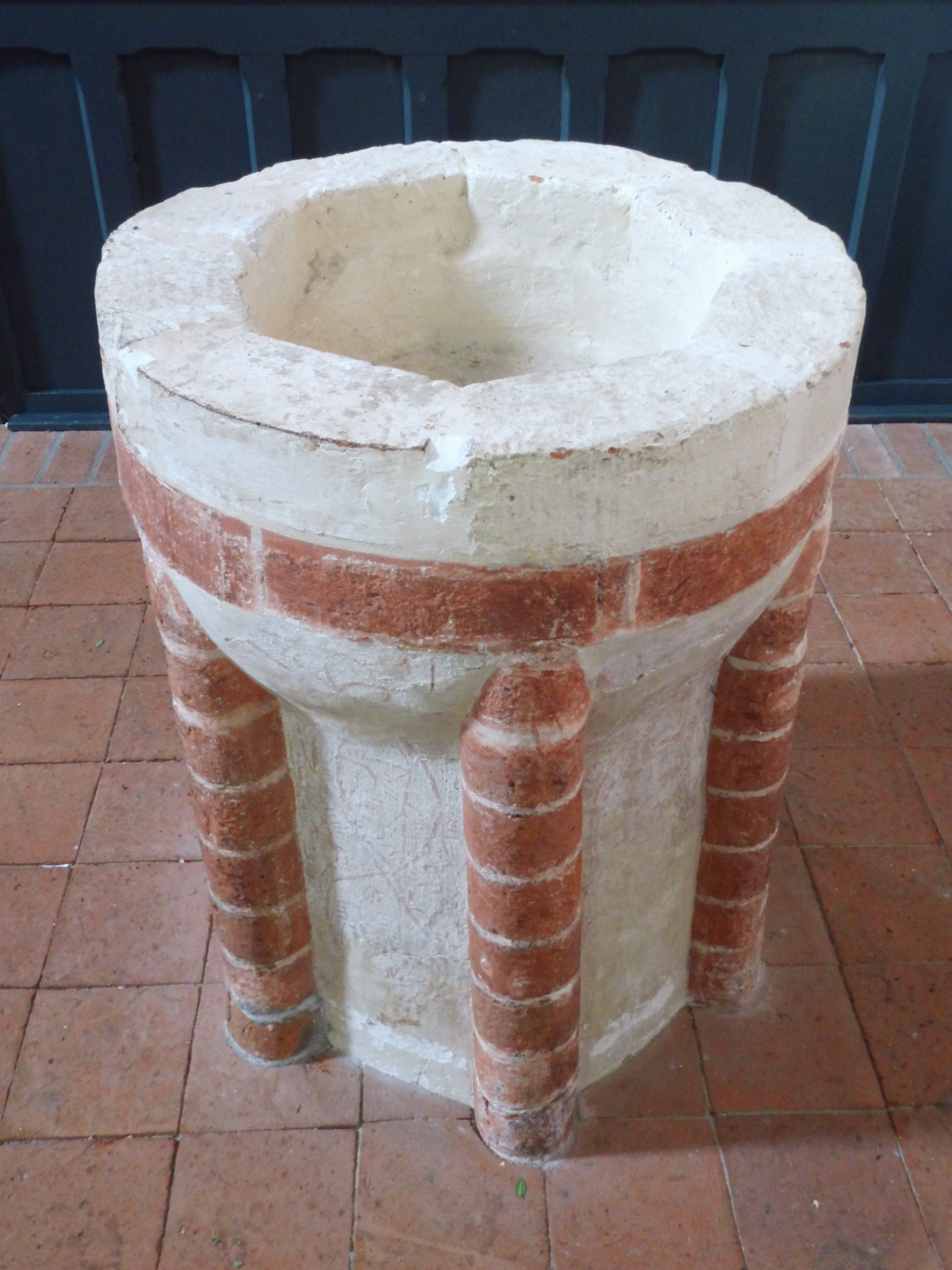
Taufstein (13. Jh.)
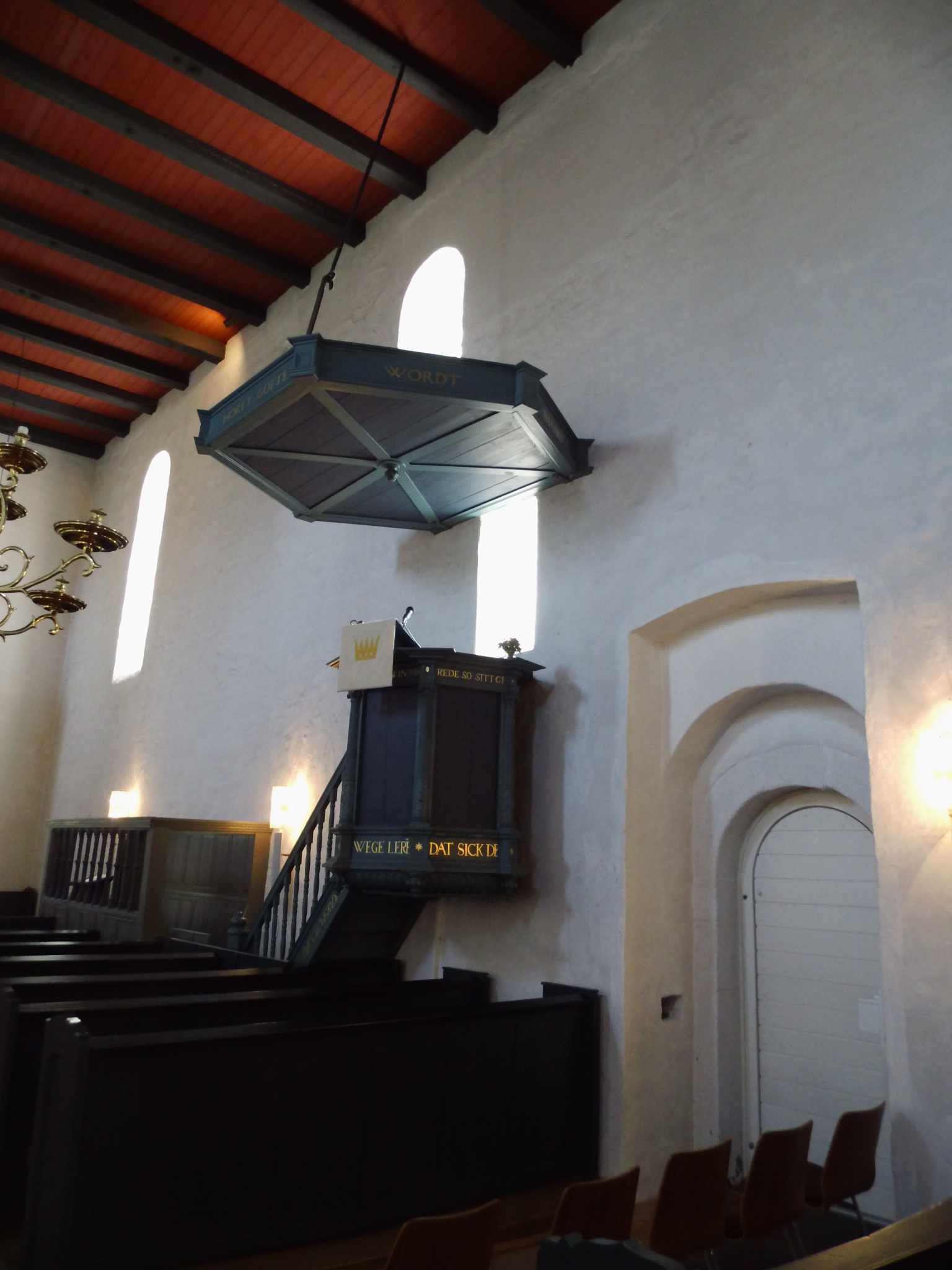
Kanzel von 1600
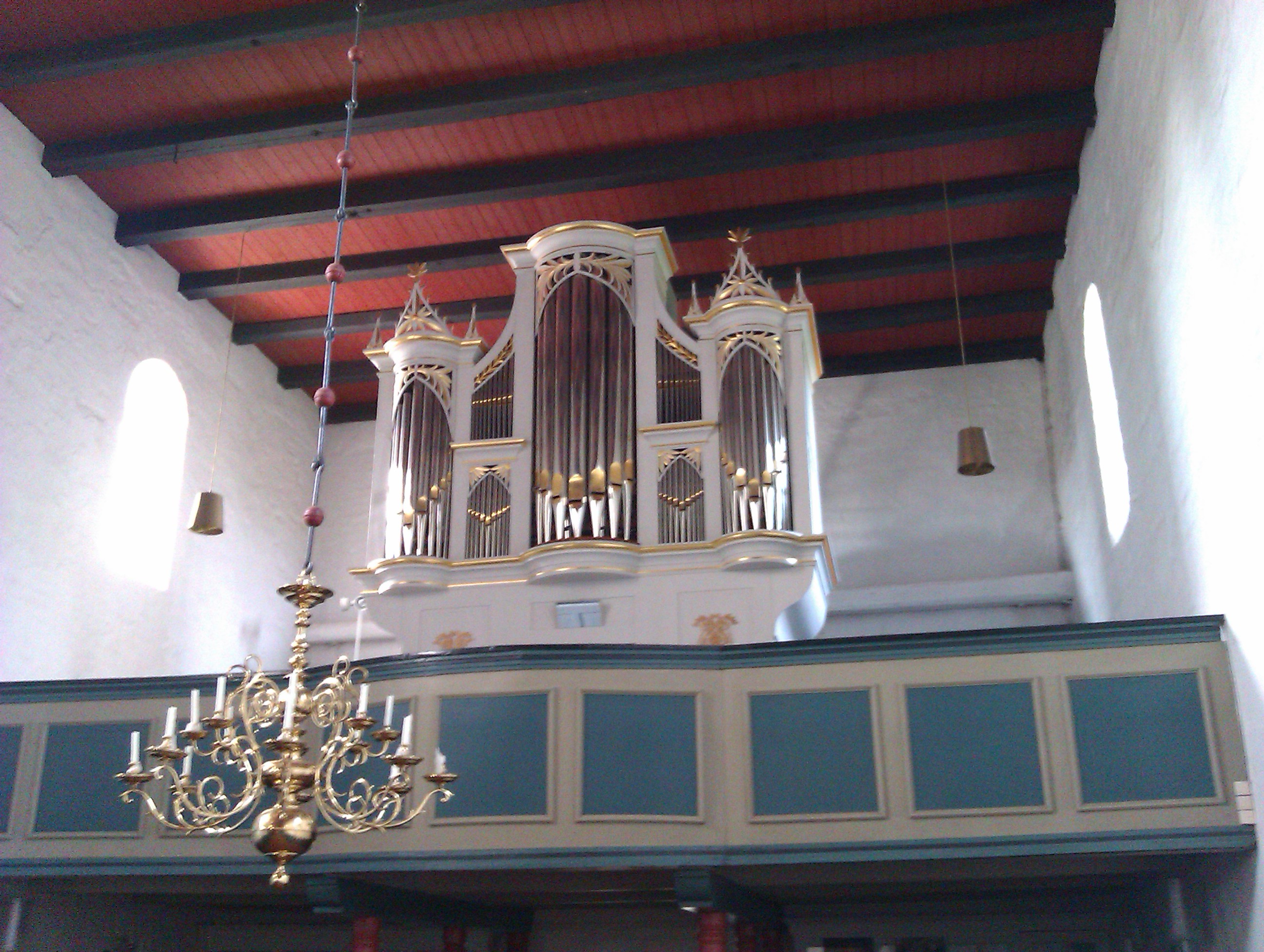
Rohlfs-Orgel von 1847
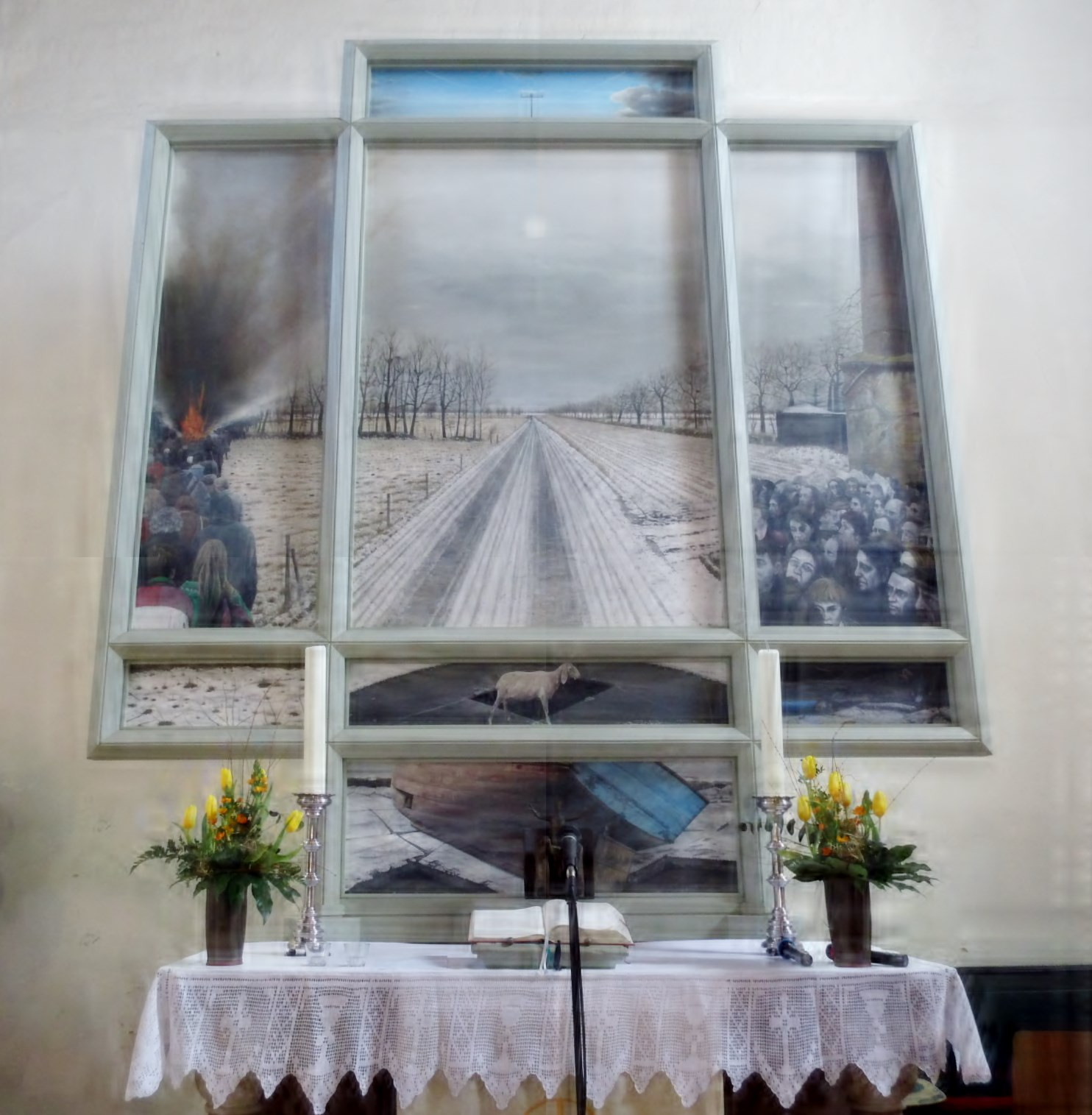
Altar

## Kirchenbücher
Die Kirchenbücher sind ab 1749 erhalten. Es gibt auch ein Ortssippenbuch.